# Béni Mellal
Béni Mellal (arabisk: بني ملال) er en by i Marokko, ved foden af Atlasbjergene, omtrent 170 km syd for Rabat. Byen er administrativ hovedby for regionen Tadla-Azilal og provinsen Béni-Mellal og har 209.594(2024) indbyggere. 
Béni Mellal er et markedscentrum for landbrugsområdet på Beni Amir-sletten, hvor der dyrkes appelsiner, oliven, figen og andet frugt. Byen har vejforbindelse med Fès, Marrakech og Casablanca. Syd for byen ligger en kunstig sø og dæmningen Bin el Ouidane.